# Rudolf Kalvach
Rudolf Kalvach (Vienna, 22 dicembre 1883 – Kosmonosy, 14 marzo 1932) è stato un artista boemo, vissuto tra Vienna e Trieste.
“Egli [Rudolf Kalvach] è uno dei talenti più particolari della nuova generazione di artisti. I grandi pannelli smaltati e gli studi decorativi a tempera rivelano nella ricca e intensa vivacità cromatica e nella soluzione delle linee una forte tendenza personale a effetti decorativi. La sua evoluzione artistica – interrotta dalla malattia – lo ricondurrà di nuovo, si spera, a quelle altezze che, in modo così promettente, ha conquistato”
Rudolf Kalvach è una figura artistica singolare nel panorama artistico di inizio Novecento. La sua carriera artistica si svolge parallelamente alla sua formazione alla Kunstgewerbeschule, la scuola di arti applicate del k. k. Österreichischen Museums für Kunst und Industrie (oggi: Universität für angewandte Kunst Wien), e viene bruscamente interrotta da un primo ricovero a causa di disturbi mentali, da cui non si riprenderà più e a cui ne seguirà un secondo. 
La creatività di Kalvach, pur in un breve periodo, si manifesta però in diversi ambiti: dalla serie di cartoline per la Wiener Werkstätte in cui presenta un repertorio fantastico popolato da bizzarri uomini e animali, spesso accompagnati da scritte ironiche, alle due serie di tarocchi stampate per il Llyod Austriaco, dove le navi della compagnia di navigazione sono ritratte accanto a personaggi immaginari, al ciclo xilografico dedicato alla vita nel porto di Trieste, in cui in un sapiente gioco di luci e ombre le grandi figure delle navi sono contrapposte alle figure dei lavoratori. Il talento di Kalvach si manifesta però soprattutto nella tecnica dello smalto, di cui è un maestro insuperato. Nelle piccole placche piccole figure umane si animano su sfondi traslucidi astratti di grande forza cromatica. Dell'artista sono noti anche alcuni dipinti, di cui il più grande è La caccia, in cui, nonostante lo stile stilizzato e dalle tendenze espressioniste, non emerge la forza presente negli altri lavori.

## Primi anni
Il 22 dicembre 1883 nasce a Vienna Rudolf Kalvach, probabilmente il secondo dei sette figli di Peter Kalvach (anche Kalwach) e Adelheid Sofie, nata Kigl. Peter Kalvach, conducente di locomotive per la Südbahn-Gesellschaft, la società delle ferrovie meridionali, era originario di Reichenau in Boemia, allora regione appartenente alla monarchia austro-ungarica, di conseguenza anche Rudolf Kalvach è “pertinente” a Reichenau. Dei primi anni e della formazione non si conoscono altri dettagli se non la frequentazione di 2 anni di ginnasio e 4 di conservatorio.

## Formazione. 1900-1908
Nell'ottobre 1900 Rudolf Kalvach si iscrive come studente regolare alla Kunstgewerbeschule del k. k. Österreichischen Museums für Kunst und Industrie (oggi: Universität für angewandte Kunst Wien), dove studiò, con interruzioni, grazie a diverse borse di studio fino al 1912. Già nel maggio 1901 Kalvach partecipa con i suoi compagni della classe di Roller ad un'esposizione della Kunstgewerbeschule. 
In seguito al trasferimento dei genitori e dei fratelli a Trieste nel 1901 l'artista affitta una stanza nel 4. distretto viennese, a Favoritenplatz 1. 
Nell'autunno del 1903 il monogramma di Kalvach e un disegno di una pubblicità per un negozio di giocattoli vengono pubblicati nell'album Die Fläche. Nel 1904/05 assolve l'obbligo di leva. 
Nel 1905/06 Kalvach riprende i suoi studi nella classe di pittura e disegno, che ora è tenuta da Carl Otto Czeschka. Nel giugno 1906 Kalvach assieme alle compagne e ai compagni del corso prende parte ad un'esposizione scolastica, dove presenta un Bilderbuch, un libretto per bambini eseguito con la tecnica dello stencil. Nel dicembre 1906 assieme a 14 compagni della Kunstgewerbeschule, in particolare della classe di Alfred Roller, Kalvach partecipa alla mostra del gruppo Die Jungen (i Giovani) nella galleria Miethke. Accanto a Kalvach espongono i colleghi Gertrud Bartl, Marie Cyrenius, Fritz Dietl, Hilde und Nora Exner, Moriz Jung, Anton Kling, Magda Mautner von Markhof, Hilde Raschke, Emma Schlangenhausen, Josef Streyc, Ludwig Wallner, Eduard Josef Wimmer-Wisgrill und Fritz Zeymer. Nel 1907 Rudolf Kalvach inizia a collaborare con la Wiener Werkstätte. Su suo disegno vengono stampate 21 cartoline e tre Bilderbogen, attraverso i quali l'artista si fa conoscere ad un pubblico più ampio.

Rudolf Kalvach, L'atleta e la cometa, Bilderbogen della Wiener Werkstätte n. 28, 1907

Durante l'anno accademico Kalvach inizia la serie di xilografie con scene del porto di Trieste, che lo impegnerà a lungo.
Nella vetrina del negozio della Wiener Werkstätte nel centro di Vienna, al Graben 15 vengono esposte tre di queste xilografie e due dipinti (Natale e Scena fantastica). Entrambi i dipinti vennero in seguito appesi come decorazione nella stanza dei bambini a Palazzo Stoclet a Bruxelles. 
Nel giugno 1908 Rudolf Kalvach conclude la sua formazione come studente ordinario della Kunstgewerbeschule. Il 21 aprile 1908 Rudolf Kalvach sposa Marie Klarer a Trieste, dove quattro giorni dopo nasce la loro prima figlia, Olga. 
La famiglia Kalvach vive a Trieste, mentre l'artista si sposta regolarmente tra Vienna e l'allora città portuale austriaca.
Alla Kunstschau 1908, che si tiene a Vienna dal 1º giugno fino al 16 novembre, Kalvach è presente con tre manifesti nella la sala dei manifesti di Berthold Löffler – due per l'Österreichischer Lloyd con scene del porto e uno per la Kunstschau stessa. Inoltre vengono esposte due xilografie con scene del porto e cinque dipinti.

Rudolf Kalvach, manifesto per la Kunstschau 1908

Dal 22 aprile al 4 luglio 1909 Kalvach partecipa alla Internationalen Kunstschau a Vienna, dove espone due pannelli decorativi e delle opere su carta a colori. Inoltre vengono presentate due xilografie di Kalvach con scene del porto (sala 44) alla X. Mostra d'Arte Internazionale, che si tiene al Glaspalast di Monaco di Baviera da giugno a ottobre 1909.

## Il successo. 1909-1912
Kalvach frequenta dal 1909 al 1912 il corso speciale di smalto di Adele von Stark alla Kunstgewerbeschule, e continua a partecipare ad importanti esposizioni: nel dicembre 1909 Kalvach è presentato con otto xilografie alla mostra della Neukunstgruppe al Salon Pisko a Vienna. Nella seconda esposizione della Neukunstgruppe nel gennaio 1910 nel Club delle artiste tedesche (Klub deutscher Künstlerinnen) a Praga sono proposti quattro disegni ed una xilografia di Kalvach, tutti intitolati „Hafenbilder“ (immagini del porto). Da giugno a ottobre 1910 una xilografia del porto dell'artista è esposta nella Mostra Annuale al Glaspalast. Nel 1910 Amalie Sarah Levetus pubblica nella rivista inglese "The Studio" un articolo sulla produzione artistica di Rudolf Kalvach, illustrandolo con due xilografie con scene del porto. 
Nella mostra del corso speciale di smalto di Adele von Stark, che si tiene nel 1911 Kalvach espone 36 placche di rame smaltato. Inoltre vengono presentati due fibbie d'argento smaltate, un collier di smalto e argento a sbalzo, tre spille d'argento e smalto e uno spillone da cappello in rame lavorato a sbalzo e smalto.
Suoi lavori a smalto – decorazioni per gioielli, scatole e cassette, eseguiti per la Wiener Werkstätte, – vengono utilizzati in progetti comuni con Josef Hoffmann ed Eduard Wimmer-Wisgrill. Nel 1911 Kalvach prende parte all'Esposizione Internazionale a Roma, probabilmente con lavori a smalto.
Nella primavera 1911 a Kalvach viene conferita una borsa di studio dalla Fondazione Albert Freiherr von Rothschild per compiere un viaggio di studio nell'estate 1911 in Germania, Paesi Bassi, Svezia e Norvegia. 
Nella Mostra delle Arti Applicate Austriache del 1911-12 inaugurata a novembre al k. k. Österreichischen Museum für Kunst und Industrie (oggi: MAK – Österreichisches Museum für angewandte Kunst, Wien) Kalvach espone diverse xilografie e undici lavori a smalto. Nella sala III della Wiener Werkstätte è segnalato con lavori senza titolo. Nella sala XXV, una stanza per i signori disegnata da Adolf Holub, sono appesi alle pareti tre xilografie incorniciate di Kalvach con scene del porto di Trieste. Nella stessa mostra sono esposti i mobili realizzati da Anton Kalvach, fratello di Rudolf, tra i quali una poltrona per un club su disegno dell'architetto Fritz Zeymer, una poltrona e un tavolino.
Da maggio a giugno 1912 Kalvach prende parte all'Esposizione Primaverile di Arti Applicate Austriache, dove presenta un manifesto stampato da Albert Berger – probabilmente quello per la Kunstschau 1908 – ed un dipinto a smalto. Tuttavia nella lista delle opere esposte del laboratorio per i lavori a smalto sono indicati undici smalti di Kalvach, tra cui tre ritratti. 

Rudolf Kalvach, sirena, 1909/12

Una svolta drammatica si verifica nel maggio 1912 quando la sua vita professionale è in piena ascesa. L'artista rimane “per otto giorni confuso”: il 29 maggio viene ricoverato con la diagnosi “pazzia” all'istituto psichiatrico Steinhof a Vienna (oggi: Sozialmedizinisches Zentrum Baumgartner Höhe Otto-Wagner-Spital und Pflegezentrum). Secondo la terminologia medica attuale Rudolf Kalvach si ammala di schizofrenia catatonica.

## Gli anni del primo ricovero. 1913-1915
Nella Galerie Miethke a Vienna vengono esposte dal 10 aprile al 30 maggio 1913 le opere di Hilde Exner, Nora von Zumbusch, nata Exner e Rudolf Kalvach. La partecipazione di Kalvach alla mostra, dove era rappresentato con 18 lavori a smalto e quattro dipinti a tempera, è dovuta all'iniziativa delle cugine Exner, poiché Kalvach in questo momento era in cura allo Steinhof.
Da maggio a ottobre 1914 nove xilografie del porto, di cui cinque colorate, si possono ammirare alla Mostra Internazionale dell'editoria e della grafica a Lipsia. Contemporaneamente altri suoi lavori, assieme a quelli di altri artisti austriaci sono esposti nella IX sala alla Mostra del Deutsche Werkbund a Colonia.

Rudolf Kalvach, cartolina n.49 della Wiener Werkstätte

Il 16 settembre 1915 il padre Peter chiede la dimissione del figlio dallo Steinhof. Il giorno 19 l'artista viene dimesso dopo più di tre anni di permanenza nella struttura psichiatrica. Negli anni successivi Rudolf Kalvach può nuovamente dedicarsi all'arte.

## La seconda fase creativa. 1916-1921
Nel 1917 Kalvach è chiamato alle armi a Königgrätz, ma dopo appena tre giorni viene congedato. Il 27 aprile 1917 spedisce una cartolina a Josef Hoffmann, per rassicurarlo: “le tre grandi xilografie richieste sono pronte, per l'asciugatura ci vorrà ancora qualche giorno”. A settembre Kalvach partecipa all'Esposizione di Arte Austriaca alla Liljevalchs Konsthall a Stoccolma con due xilografie, un dipinto a smalto e il cosiddetto „Kalvachalbum“ – probabilmente il Bilderbuch del 1906. Alla stessa mostra espongono anche Gustav Klimt, Oskar Kokoschka, Bertold Löffler e Egon Schiele.
Nel marzo 1918 alla XLIX Secessione vengono esposte nella sala XII, 13 xilografie di Kalvach – scene del porto e il motivo natalizio ‟Adorazione” in diversi esemplari –Egon Schiele compra le xilografie colorate ‟Adorazione” e ‟A bordo”. 
Nel 1920 Kalvach su incarico della vetreria Lobmeyr sperimenta per un mese a Stein-Schönau in Boemia come coprire con uno strato si smalto una superficie in vetro. I tentativi tuttavia non conducono ai risultati sperati. 
In quanto ‟pertinente” a Reichenau in Boemia Rudolf Kalvach viene dichiarato cittadino cecoslovacco.

## Il secondo ricovero. 1921-1932
A causa di un'improvvisa manifestazione di aggressività il 26 aprile Kalvach viene nuovamente ricoverato in un istituto psichiatrico. 
Dopo cinque anni in cura allo Steinhof, a causa della sua cittadinanza, Kalvach viene trasferito il 30 giugno 1926 nella clinica psichiatrica di Kosmonosy (Kosmanos) nell'attuale Repubblica Ceca.
Il 14 marzo 1932 Rudolf Kalvach muore di tubercolosi a Kosmonosy (Kosmanos) e viene sepolto nel cimitero locale. La tomba oggi non esiste più.

## Mostre postume
Kalvach è rappresentato con una xilografia del porto alla Mostra di Grafica Austriaca nel Museo della Slovacchia Orientale a Košice (Kaschau) del 1935 
Nel 1939 il k. k. Österreichische Museum für Kunst und Industrie programma una mostra sul lavoro di Kalvach con circa 60 lavori a smalto, 20 bozzetti di carte per il gioco dei tarocchi così come disegni e xilografie. Il progetto però a causa dello scoppio della Seconda Guerra Mondiale non viene realizzato.
Tra il 7 giugno e il 10 settembre 2012 il Leopold Museum dedica a Rudolf Kalvach la grande retrospettiva “Fantastisch! Rudolf Kalvach. Wien und Triest um 1900“, ricostruendo il corpus delle opere dell'artista.